# Benjamin Delessert

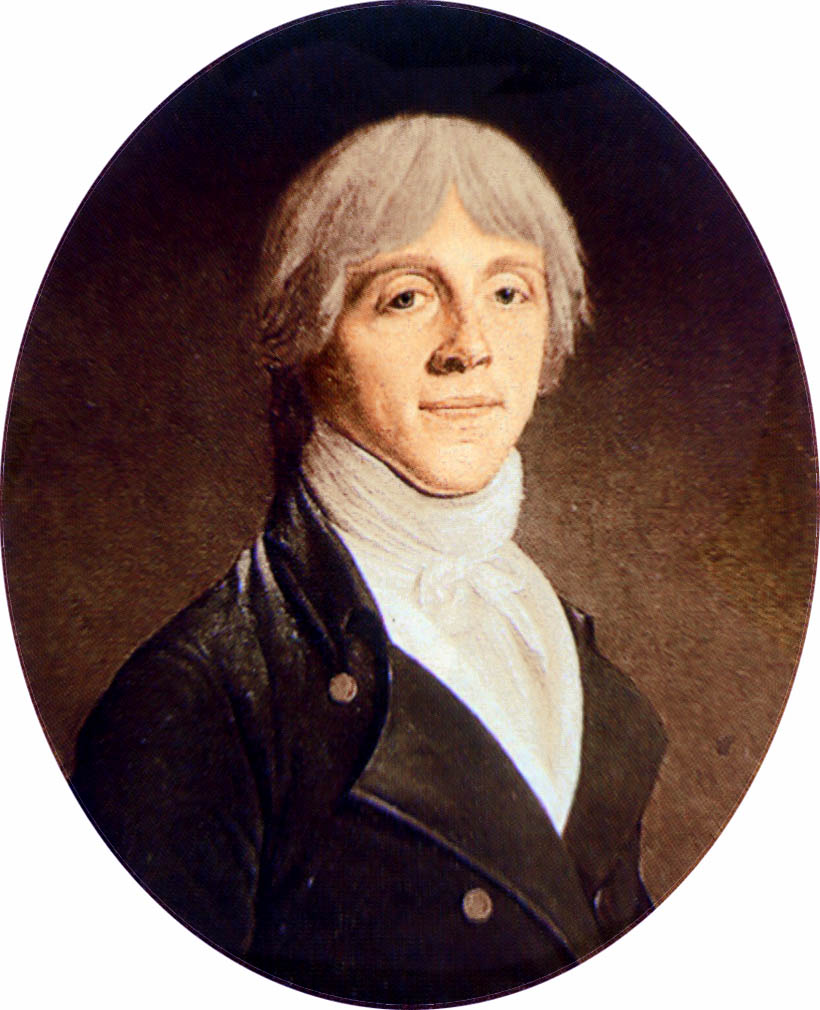
Benjamin Delessert.

Jules Paul Benjamin Delessert,  född den 14 februari 1773 i Lyon, död den 1 mars 1847 i Paris, var en fransk baron och lärd. Auktorsnamnet Deless. kan användas för Benjamin Delessert i samband med ett vetenskapligt namn inom botaniken; se Wikipediaartiklar som länkar till auktorsnamnet.
Delessert inrättade det första franska bomullsspinneriet i Passy (1801) och en betsockerfabrik, varför Napoleon 1812 gav honom barontiteln. Han var 1815 under de hundra dagarna, 1817–1824 och 1827–1842 medlem av deputeradekammaren och sedermera president i Seinedepartementets handelsdomstol. 
Han gjorde sig högt förtjänt som föreståndare för Paris fattighus, som grundläggare av sparbanker, som en bland stiftarna avSociété philanthropique och som en frikostig uppmuntrare av vetenskapliga och konstnärliga strävanden. Han var tillika ägare av mycket rika botaniska och konkyliologiska samlingar. 
De märkligaste bland hans arbeten är: Icones selecta plantarum (5 band, 1820–1839), Des avantages de la caisse d'épargne et de prévoyance (1835), Le guide du bonheur (1839; flera gånger omtryckt) och Recueil des coquilles décrites par Lamarck (1841–1842).